# 閑谷学校
閑谷学校（しずたにがっこう）は、江戸時代前期に岡山藩によって開かれた庶民のための学校。所在地は岡山県備前市閑谷。「旧閑谷学校」として特別史跡に指定され、講堂は国宝に指定されている。

## 概要
岡山藩主池田光政によって開設された日本最古の庶民学校である。藩士のための教育施設（藩校）「岡山学校」に続き、岡山藩立の学校として開かれた。建築は2期に分けて行われ、32年の月日を費やした。他に例をみない手間隙かけた質とスケールを誇り330余年の歴史をもっている。地方の指導者を育成するために武士のみならず庶民の子弟も教育した。また、広く門戸を開き他藩の子弟も学ぶことができた。就学年齢は8歳頃から20歳頃までであった。カリキュラムは1と6の付く日には講堂で儒教の講義があり、5と10の付く日は休日となっているなどであった。頼山陽などの著名人も来訪し、幕末には少年時代の大鳥圭介もここで学んだ。また大鳥圭介の他にも、多くの哲学・科学関係の訳語を考案したことで知られる西周も少年時代にここで学んだという。
岡山藩は学校領を設け藩財政より独立させ、学田や学林を運営させた。これにより、もし転封や改易により藩主が交替となった場合においても学校が存続するよう工夫した。ここに岡山藩がこの学校をいかに重要視していたか、その一端が窺える。
建造物のうち、講堂が国宝に指定され、小斎・飲室・文庫・聖廟・閑谷神社・石塀など24棟が国の重要文化財に指定されている。また、旧閑谷学校は、周辺の津田永忠宅跡及び黄葉亭などを含め、国の特別史跡に指定されている。2本の巨大な楷（かい）の木や周辺のもみじが美しく、秋の紅葉名所でもある。
講堂の床には漆が塗ってあり、手の脂で漆が禿げてしまうため、 手で触ってはいけないと言われている。

## 歴史

### 池田光政の設置命令
1666年10月、池田光政は津田永忠の案内で閑谷を訪問し、この地に学校を設置することを決め家臣の藤岡内助を普請奉行に命じた。1669年、池田光政は岡山城下の西中山下に岡山藩学校を設置した。続いて1670年（寛文10年）、池田光政は津田永忠に閑谷学校の建設を命じた。津田は閑谷に転居し建設が始まる。1674年までの4年間に、学房・飲室・講堂・聖堂などが完成したが、当時は茅葺きの質素な建物であった。1675年には、光政は領内に123か所設置していた手習所を閑谷学校に統合した。

### 池田光政の没後
1682年（天和2年）、池田光政が亡くなった。光政は遺言で学校を永続保つように津田に伝えていた。津田永忠は、聖堂と講堂の改築、芳烈祠の建立、石塀と門の設置などの再整備を行い、この作業は1702年まで続いた。建物の屋根はこのときに耐久性の高い備前焼瓦で葺かれた（後述）。椿山（御納所）もこのときに築かれた。芳烈祠は現在の閑谷神社で、池田光政を祀ったものである。椿山墓所には光政の爪と髪の毛が埋められたとされる。1700年（元禄13年）、当時の岡山藩主池田綱政が学校周辺の田畑を学校田とする。これによって田畑を奪われた農民は、岡山市の「幸島新田」に入植した。1704年には光政像が建立された。その後閑谷学校は一時衰退の時期を迎える。

### 池田治政の時代以後
一時衰退していた閑谷学校は、5代目藩主の池田治政の時代に再び活気を取り戻す。1847年（弘化4年）、学房より出火して、共感宿舎や客宿舎などが消失した。幕末の混乱期においても、多くの子供が学問にはげんでいた。

### 閑谷精舎時代
1870年（明治3年）の藩政改革によって同年9月閉鎖される。学房と習字所、教官宿舎は明治維新後に撤去された。講堂などの主要施設についても、一時撤去の動きがあったが、1872年（明治5年）夏頃より岡山の中川横太郎・谷川達海らが中心となって再興に向けた運動が行われた。池田慶政が資金を提供し、備中の漢学者山田方谷を招いて1873年2月に、『閑谷精舎』として改称され再び学問の場となった。山田方谷は刑部（現在の大佐町）にも塾を開いていたために、閑谷精舎には年2回ほど訪れ、一度の訪問で2-3カ月滞在したとされる。山田方谷の他にも方谷の高弟である鎌田玄渓や興譲館の坂田警軒が招聘された。しかし、講義が漢学に偏っていた為に次第に生徒数が減少。1877年（明治10年）に休校に至り、閑谷精舎時代は僅か4年で終わった。

### 閑谷黌時代
閑谷精舎が休校となって4年経過した1881年（明治14年）、元岡山県参事の西毅一は、中川横太郎や岡本嶺らとともに『閑谷保黌会』（ほこうかい）を組織し、財界や有識者より資金を募り、閑谷学校再興の活動を行った。備前8郡の主長も協力し、1884年（明治17年）8月に改称『閑谷黌』（しずたにこう）として開学式を執り行った。西毅一は岡山から閑谷に引っ越し、黌長に就任した。閑谷黌では閑谷精舎の失敗を踏まえて、英学・漢学・数学の3教科を教え、就学期間は3年間。入学生徒は14歳以上、講義は週24時間とされた。閑谷黌では小説家の正宗白鳥や詩人の三木露風なども学んでいる。閑谷黌を1898年（明治31年）に志賀重昂とともに訪れた井土霊山はその教育の特色として「品行と学術との並修、寧ろ品行に重きを置く事」「浮華を斥けて実用を旨とする事」「空言を戒めて実践を主とする事」の三つを挙げている。

### 私立閑谷中学校時代

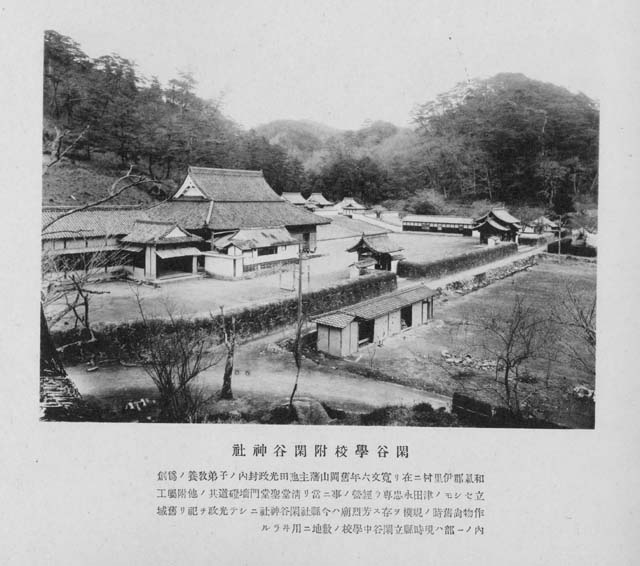
「岡山県案内写真帳」（岡山県庁、1926年〈大正15年〉5月発行）より全景写真。

1902年（明治35年)、中学校に移行するために学則を改正した。1903年（明治36年）4月、文部省の認可を得て、閑谷黌は『私立閑谷中学校』と改称される。名称は翌年8月に『私立閑谷黌』と変更されるが、教育内容には大きな変化は無かった。1919年（大正8年）4月には『中学閑谷黌』と改称。1921年（大正10年）4月には県営となり『岡山県閑谷中学校』となった。この頃の校舎は学房跡地に1905年（明治38年）に建設された木造2階建て校舎を使用していた。この建物はそのまま1964年（昭和39年）まで学校として使用されることになる。

### 昭和以降
1954年（昭和29年）、講堂などが特別史跡に指定される。1948年（昭和23年）、学制改革により岡山県閑谷中学校は県立岡山県閑谷高等学校となる。翌1949年（昭和24年）には県立和気高等学校と統合され、同校の閑谷校舎となった。1964年（昭和39年）4月、学校の統合と合理化のために閑谷校舎が閉鎖され、教育の場としての歴史に終止符が打たれる。校舎は明治時代の木造建築の特徴をよく反映した建築物であるので、岡山県青少年教育センター閑谷学校（社会教育施設）として1965年（昭和40年）4月より転用される。岡山県青少年教育センター閑谷学校が1991年（平成3年）7月に、他の場所に新築移転したのちは、本館が残されて閑谷学校資料館として利用される。2001年（平成13年）、閑谷学校資料館が登録有形文化財に登録される。

## 使用されている瓦について

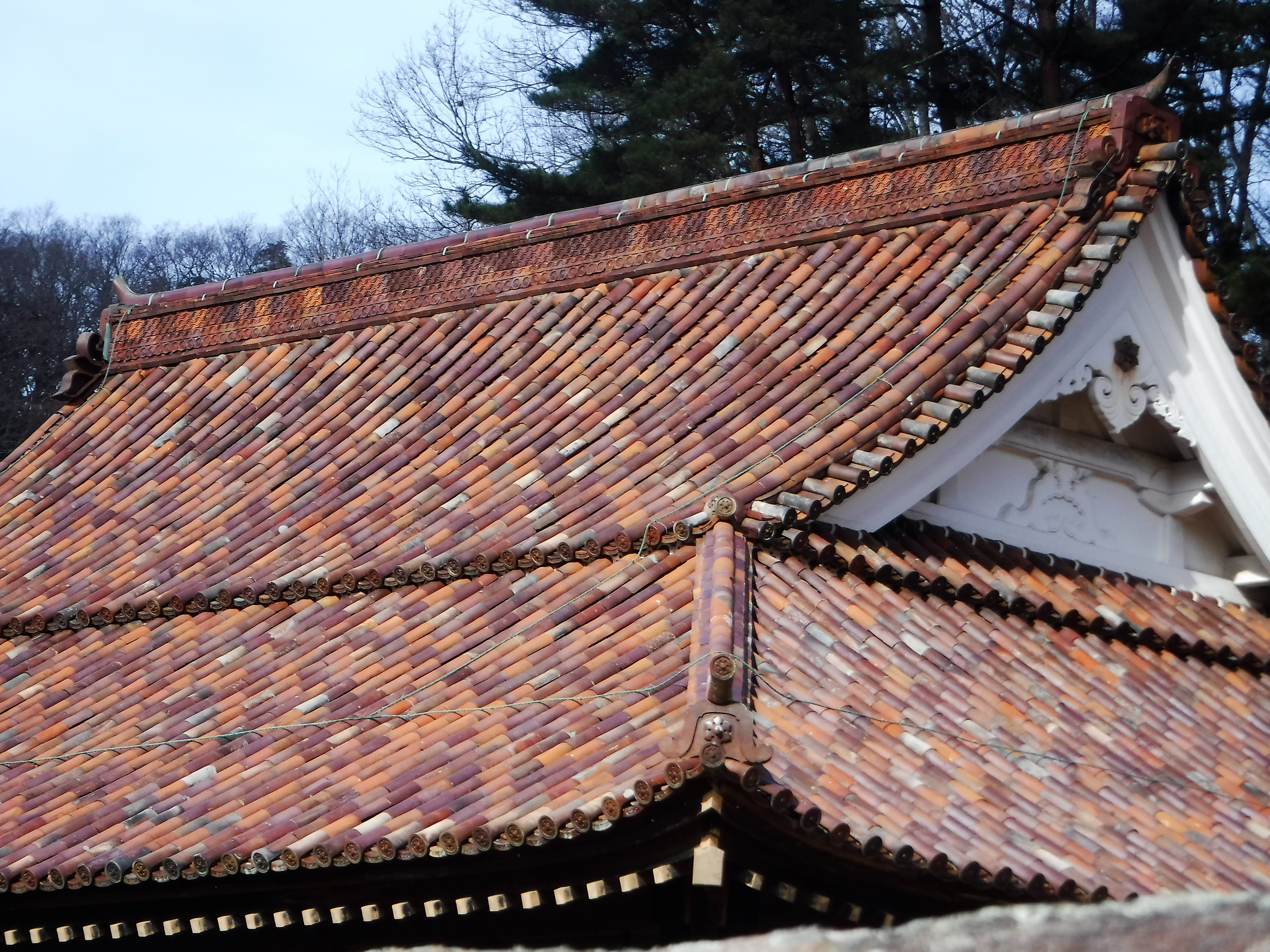
講堂の窯変瓦

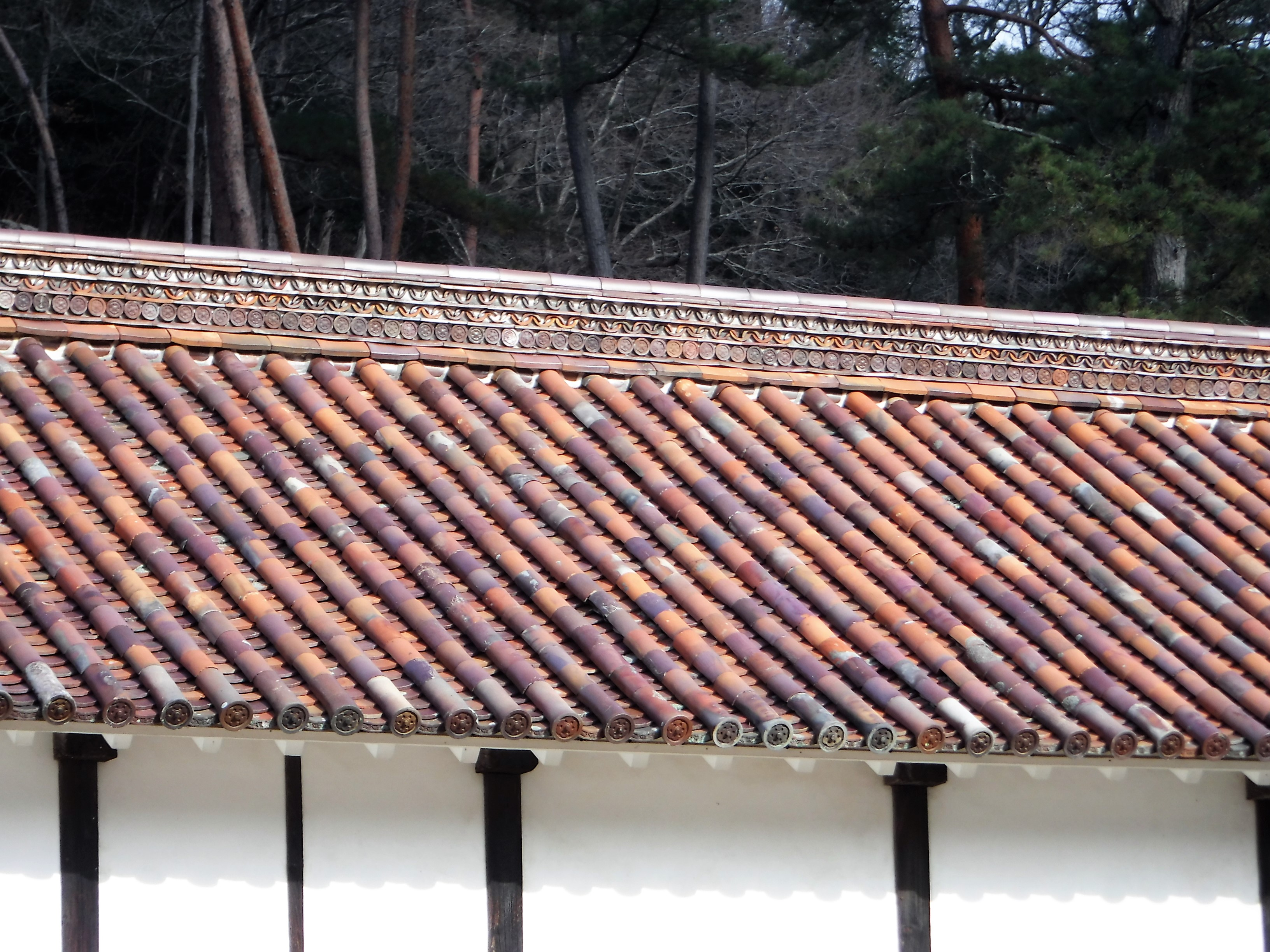
飲室の窯変瓦

使用されている瓦は、釉薬を使用しない窯変瓦である。焼き具合によって1枚1枚色合いが違うのが特徴である。また一般の瓦が寿命60年といわれるのに対して、閑谷学校の瓦は300年経過しても殆ど割れないまま使用できている。高い耐久性は高温で焼結されている為であるが、制作過程で変形が起きやすく、屋根に拭いたときに隙間ができて雨漏りしやすいという欠点がある。そのため様々な漏水対策が施されている。閑谷神社には揚羽の蝶の紋が入った軒丸瓦が使用されている。これは閑谷神社が池田光政を祀っているためで池田家の家紋を模ったものである。一方の聖廟には無地の軒丸瓦が使用されている。閑谷の産土神、福神社(備前市閑谷)の近くの山麓には瓦を焼くための登り窯が設置され、閑谷窯と呼ばれた。窯は2基造られ、5万枚の瓦の他、学校で使用する食器や祭器も製造された。職人は京都から陶工を招いたとされる。それらの陶器は後に閑谷焼を呼ばれるようになる。今日では、閑谷窯の遺構は地上部分の大半が破壊され、残りの部分は土砂に埋没しているが、部分的に残っている側面の壁より当時の様子をうかがい知ることが出来る。閑谷窯の大きさは、幅2.3m、長さ13.8m程とされる。したがって、閑谷学校の瓦は閑谷学校近隣の閑谷窯で焼かれたものを指し、伊部地区で焼かれているいわゆる備前焼ではないことがわかる。

## 沿革
- 慶安4年（1651年）熊沢蕃山が閑谷学校の前身となる庶民教育の場「花園会」の会約を起草。
- 寛文6年（1666年）池田光政が和気郡木谷村付近を視察。
- 寛文7年（1667年）藩立の町方手習所を設置。
- 寛文8年（1668年）木谷村延原（現在の備前市閑谷）に手習所を設置。他に122カ所の郡中手習所（町方手習所より改称）を設置。
- 寛文10年（1670年）津田永忠を奉行に手習所を拡張し閑谷学校の建設が始まる。延原を閑谷と改称。
- 延宝元年（1673年）講堂完成。翌年に聖廟が完成。
- 延宝3年（1675年）藩財政の逼迫から郡中手習所を全廃、閑谷学校に統合。
- 天和2年（1682年）光政没、享年74。
- 元禄14年（1701年）新たな講堂が完成。全容が整い現在の姿となった。
- 元禄15年（1702年）御納所（椿山）が学校敷地の東隣に造営され、光政の遺髪・爪等がここに納められた。
- 宝永4年（1707年）津田永忠没、享年68。
- 文化11年（1814年）頼山陽が来遊。
- 明治3年（1870年）閑谷学校閉校。
- 明治6年（1873年）山田方谷を招聘し、閑谷精舎として再開。
- 明治17年（1884年）西毅一により閑谷黌として開校。
- 明治36年（1903年）私立旧制閑谷中学校となる（校長・西毅一）。
- 明治38年（1905年）学房跡に新校舎（現在の閑谷学校資料館）が完成。
- 大正10年（1921年）岡山県に移管され岡山県閑谷中学校となる。
- 大正11年（1922年）当時の史蹟名勝天然紀念物保存法により、閑谷学校が国の史跡に指定される。
- 昭和13年（1938年）講堂、聖廟、神社等25棟が当時の国宝保存法により国宝（旧国宝、現行法の重要文化財に相当）に指定される。
- 昭和23年（1948年）学制改革により閑谷中学校は岡山県立閑谷高校となる。翌年、岡山県立和気高校閑谷校舎（現在は岡山県立和気閑谷高等学校）となった。
- 昭和25年（1950年）文化財保護法の施行により、講堂、聖廟、神社等25棟は重要文化財となる。
- 昭和28年（1953年）旧閑谷学校講堂が文化財保護法に基づき国宝に指定される。
- 昭和29年（1954年）旧閑谷学校が特別史跡に指定される。
- 昭和39年（1964年）和気高校閑谷校舎閉鎖。
- 昭和40年（1965年）旧閑谷校舎は岡山県青少年教育センター閑谷学校となる。
- 平成7年（1995年）岡山県青少年教育センターが移築となり、旧校舎は閑谷学校資料館となる。

## 指定文化財

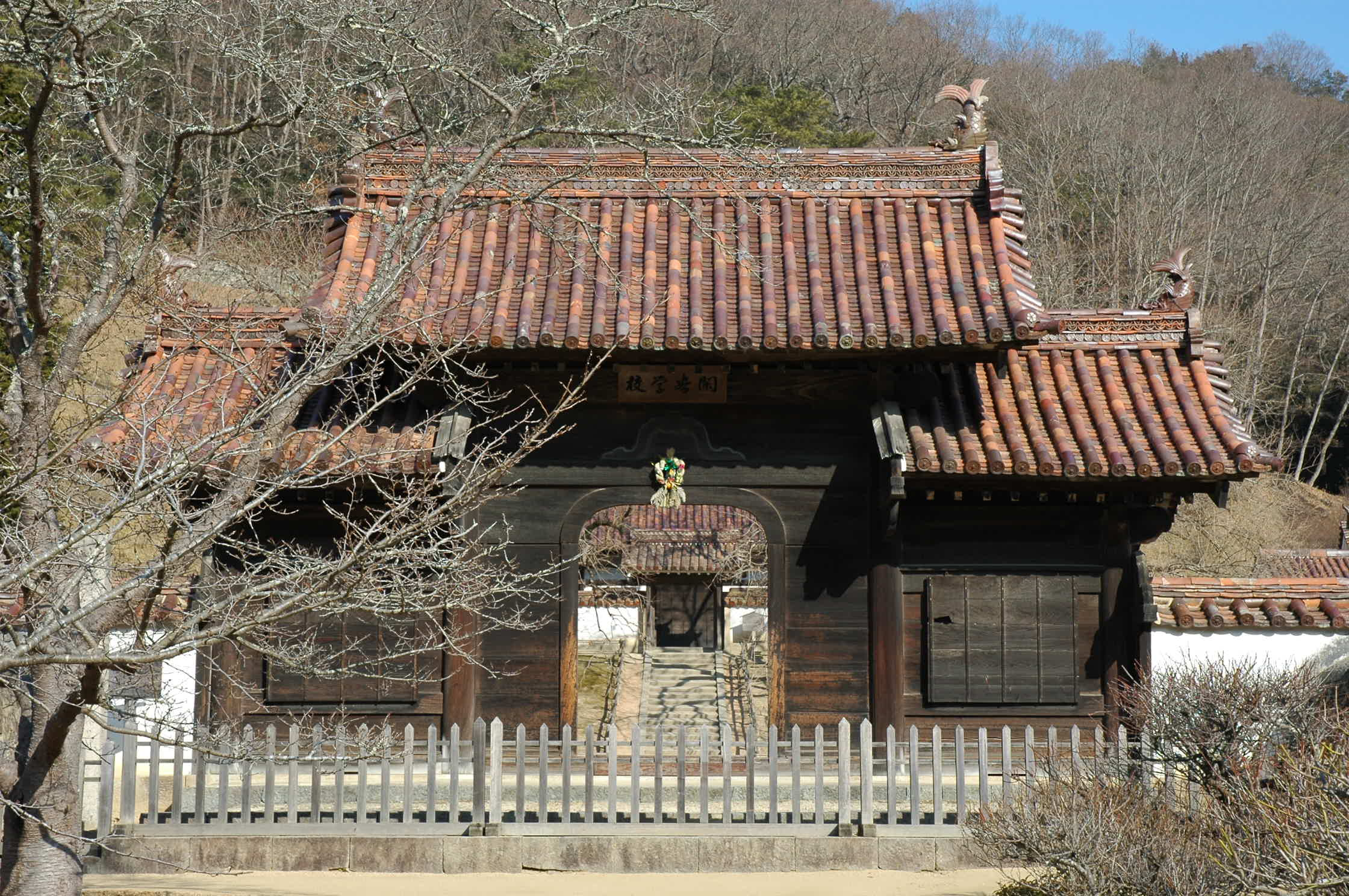
旧閑谷学校聖廟 校門（鶴鳴門）

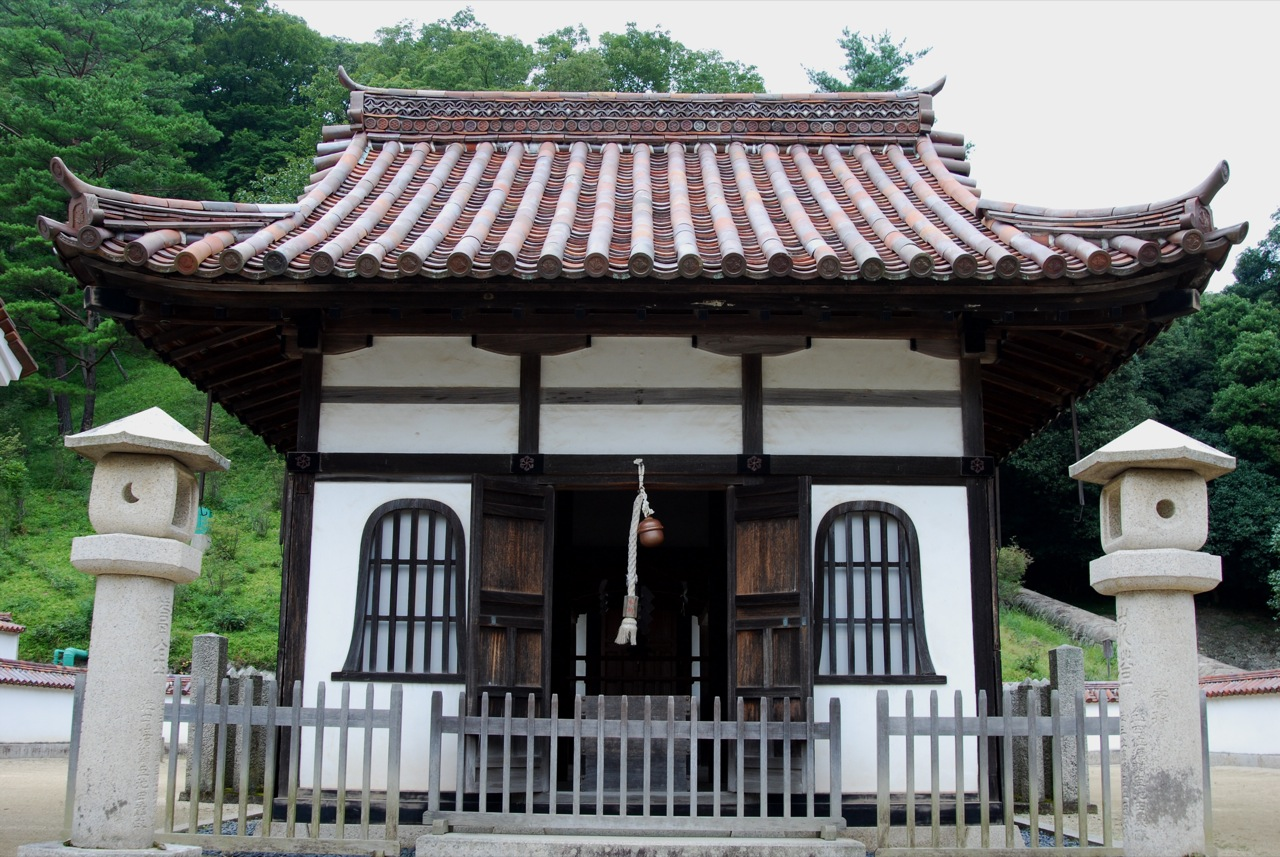
閑谷神社（旧閑谷学校芳烈祠）拝殿

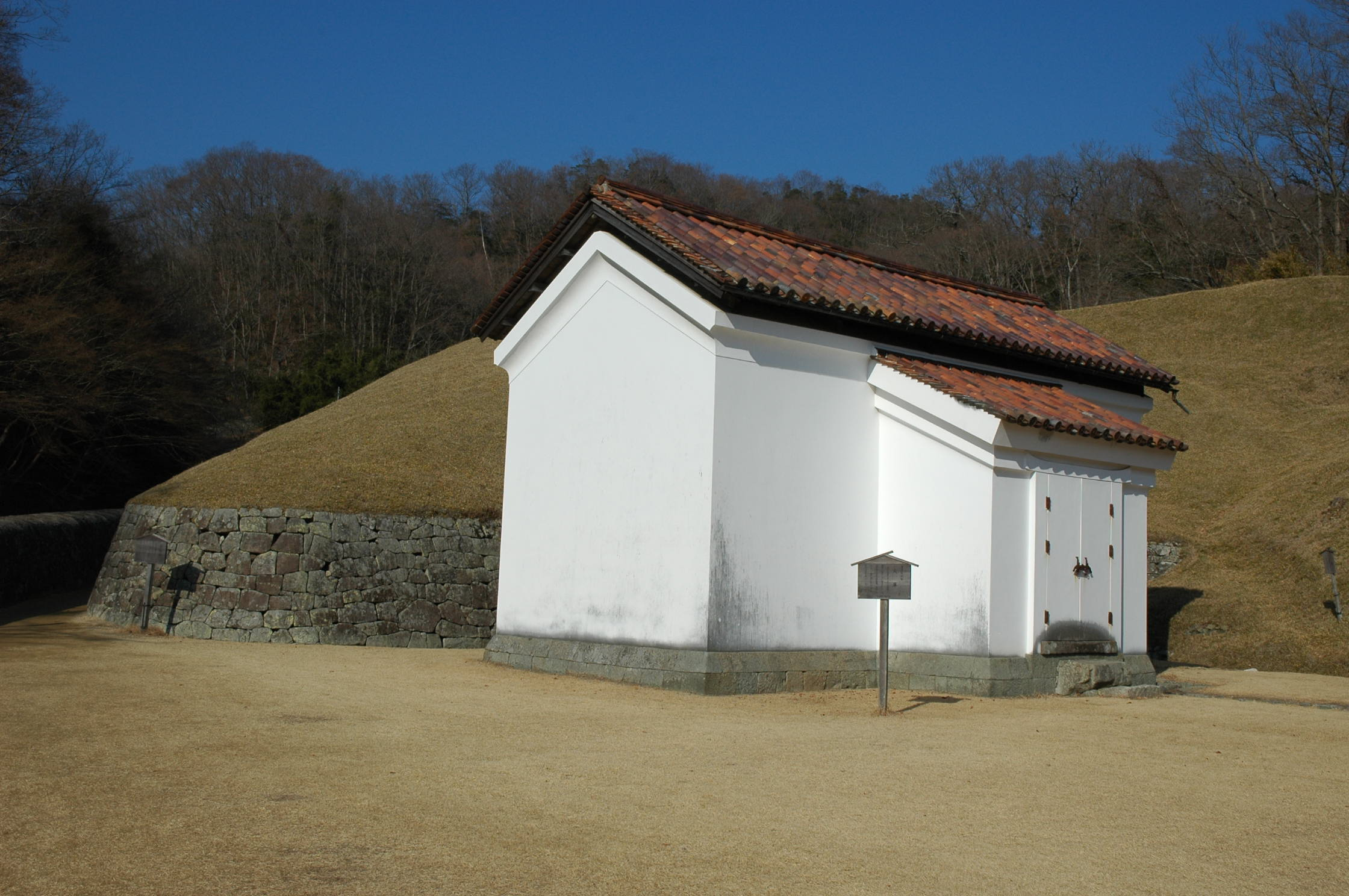
文庫と火徐山（ひよけやま）

### 特別史跡
- 旧閑谷学校（附 椿山、石門、津田永忠宅跡及び黄葉亭）

### 国宝
- 旧閑谷学校講堂（附 壁書1枚、丸瓦1枚）

### 重要文化財
- 旧閑谷学校
  - 小斎
  - 習芸斎及び飲室
  - 文庫
  - 公門（附　左右練塀2棟）
- 旧閑谷学校石塀（附　飲室門1棟）
- 旧閑谷学校聖廟
  - 大成殿（附　聖龕1基　石橋1基）
  - 東階・西階
  - 中庭（ちゅうてい）[注釈 3]
  - 外門
  - 練塀
  - 文庫
  - 厨屋
  - 繋牲石
  - 石階
  - 校門（鶴鳴門）（附　左右練塀2棟）
- 閑谷神社（旧閑谷学校芳烈祠）
  - 本殿（芳烈祠）
  - 幣殿（階）
  - 拝殿（中庭）
  - 中門（外門）
  - 神庫（庫）
  - 石階
  - 練塀
  - 繋牲石
- 閑谷学校関係資料4,041点（岡山県立博物館保管）

### 登録有形文化財
- 閑谷学校資料館

## ギャラリー

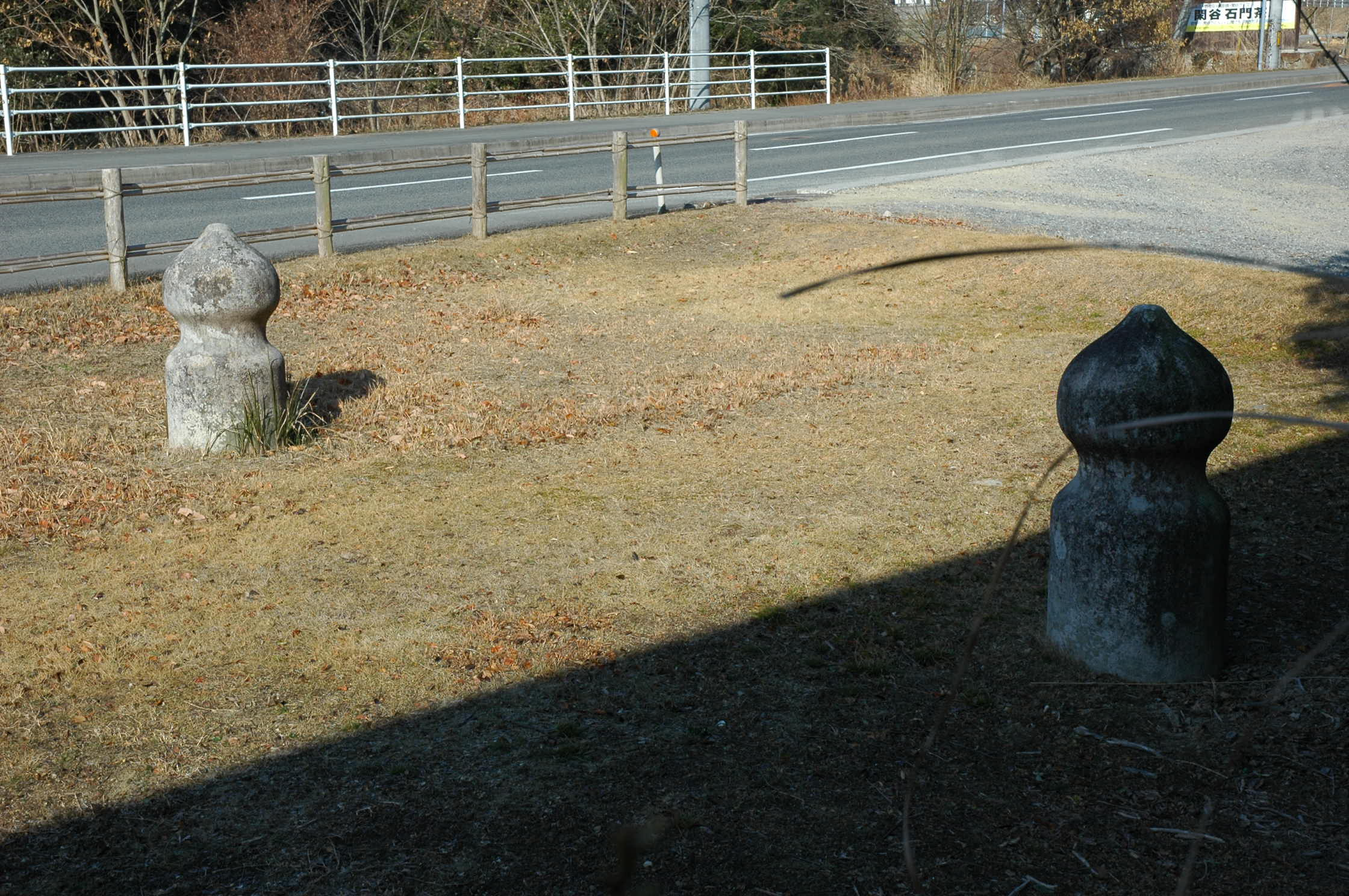
石門（特別史跡、2/3は埋もれている）
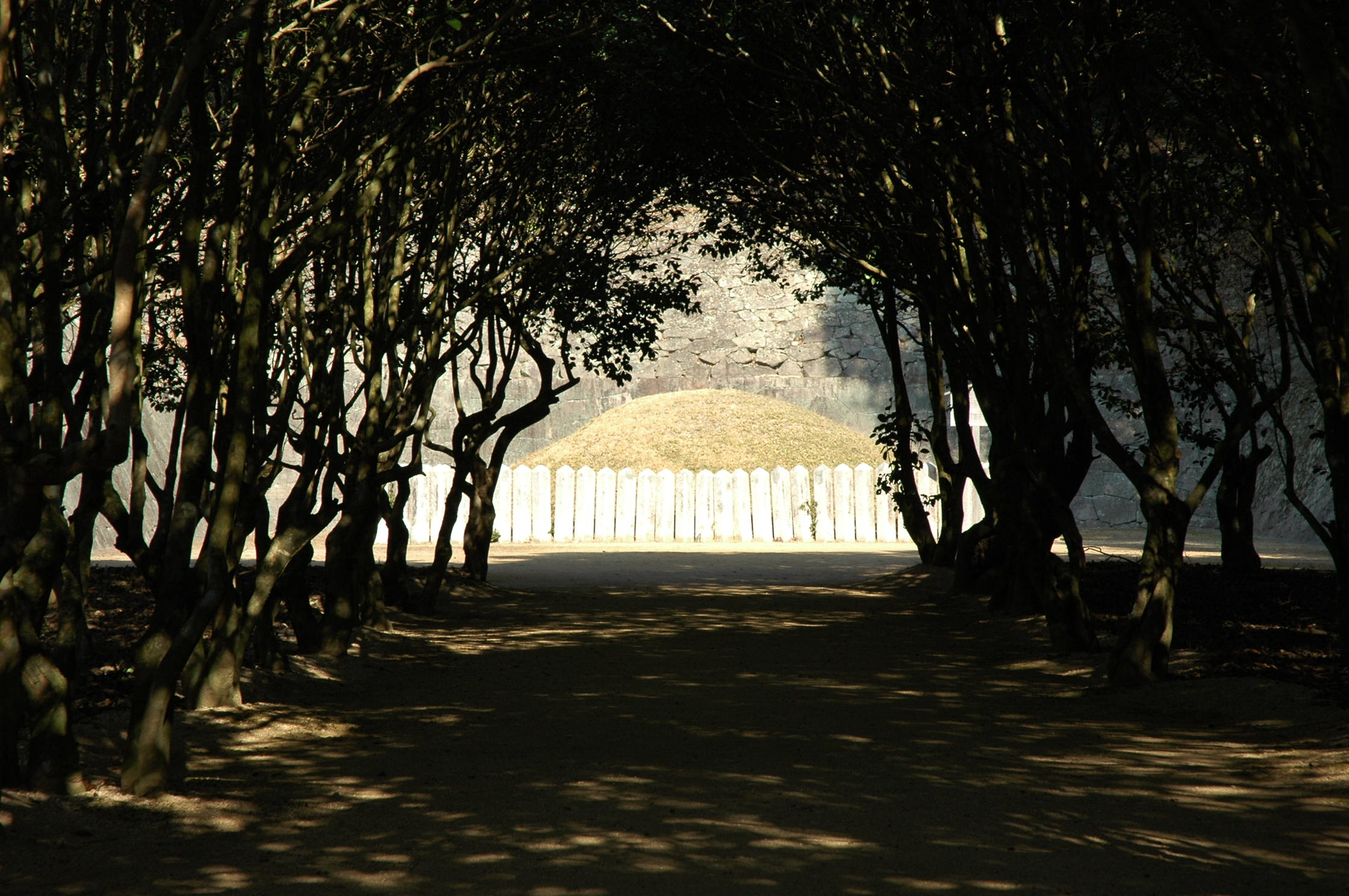
椿山（池田光政の遺髪などを納めた塚）（特別史跡）
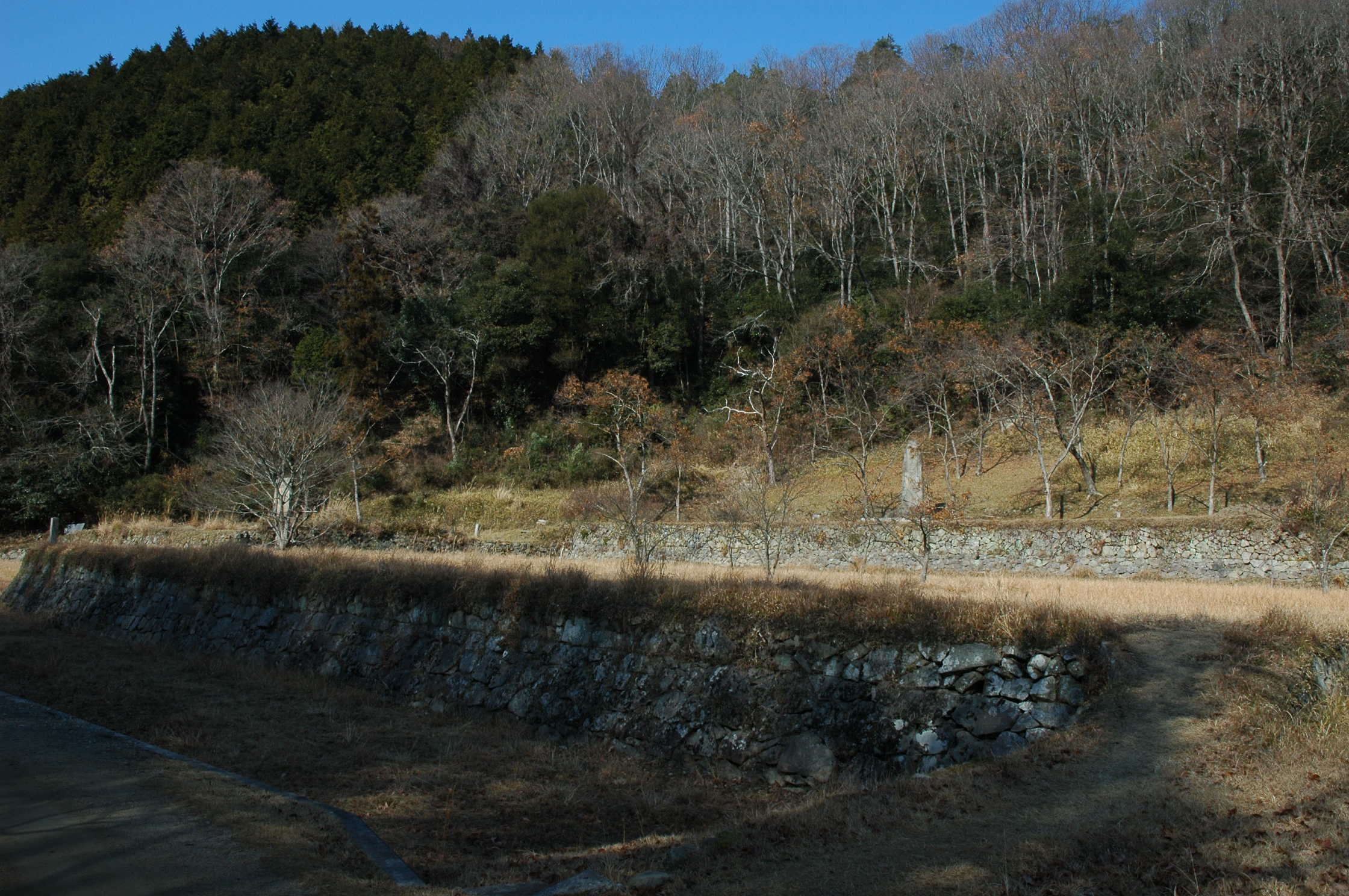
津田永忠宅跡（特別史跡）
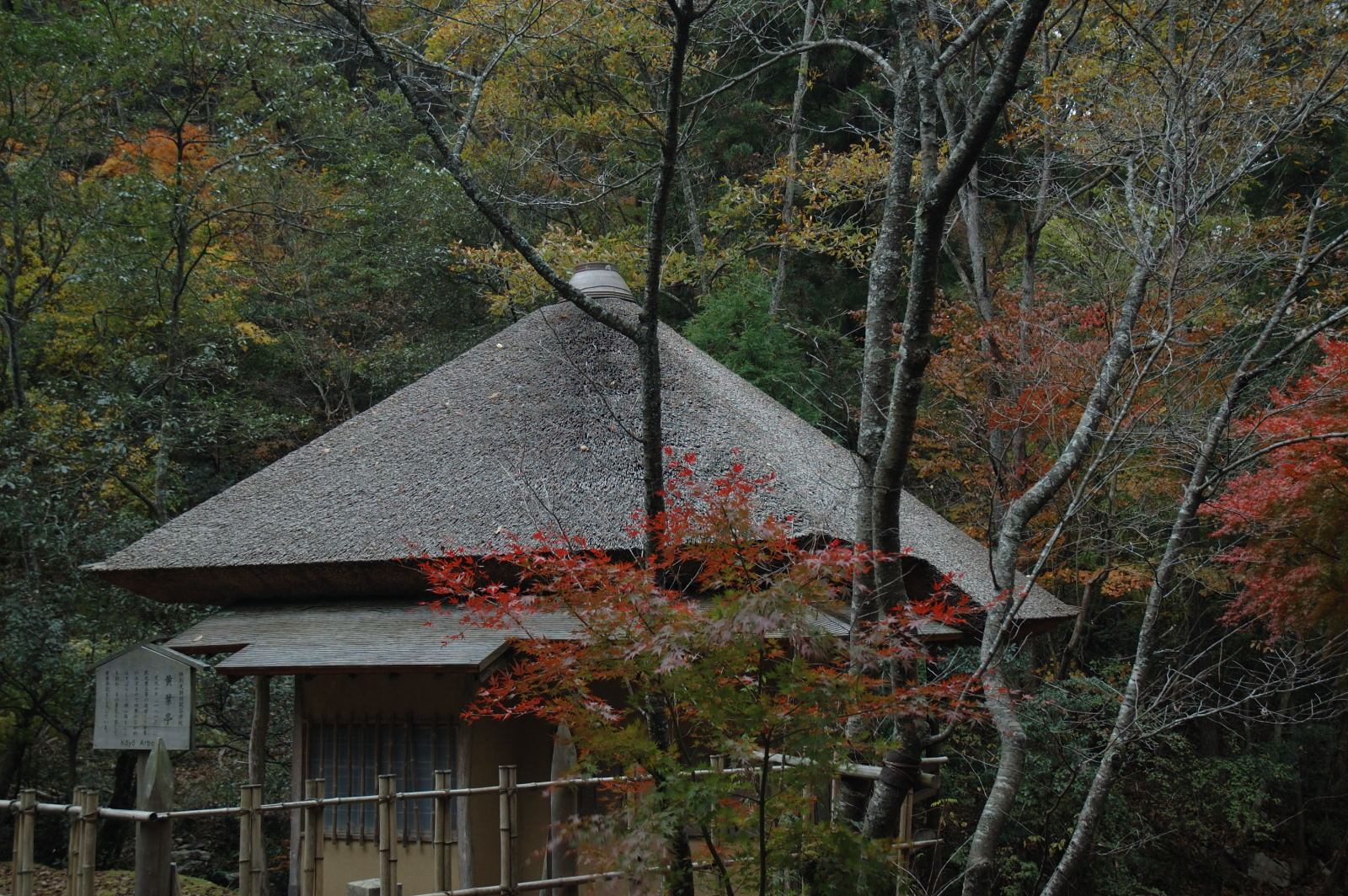
黄葉亭（こうようてい、特別史跡）
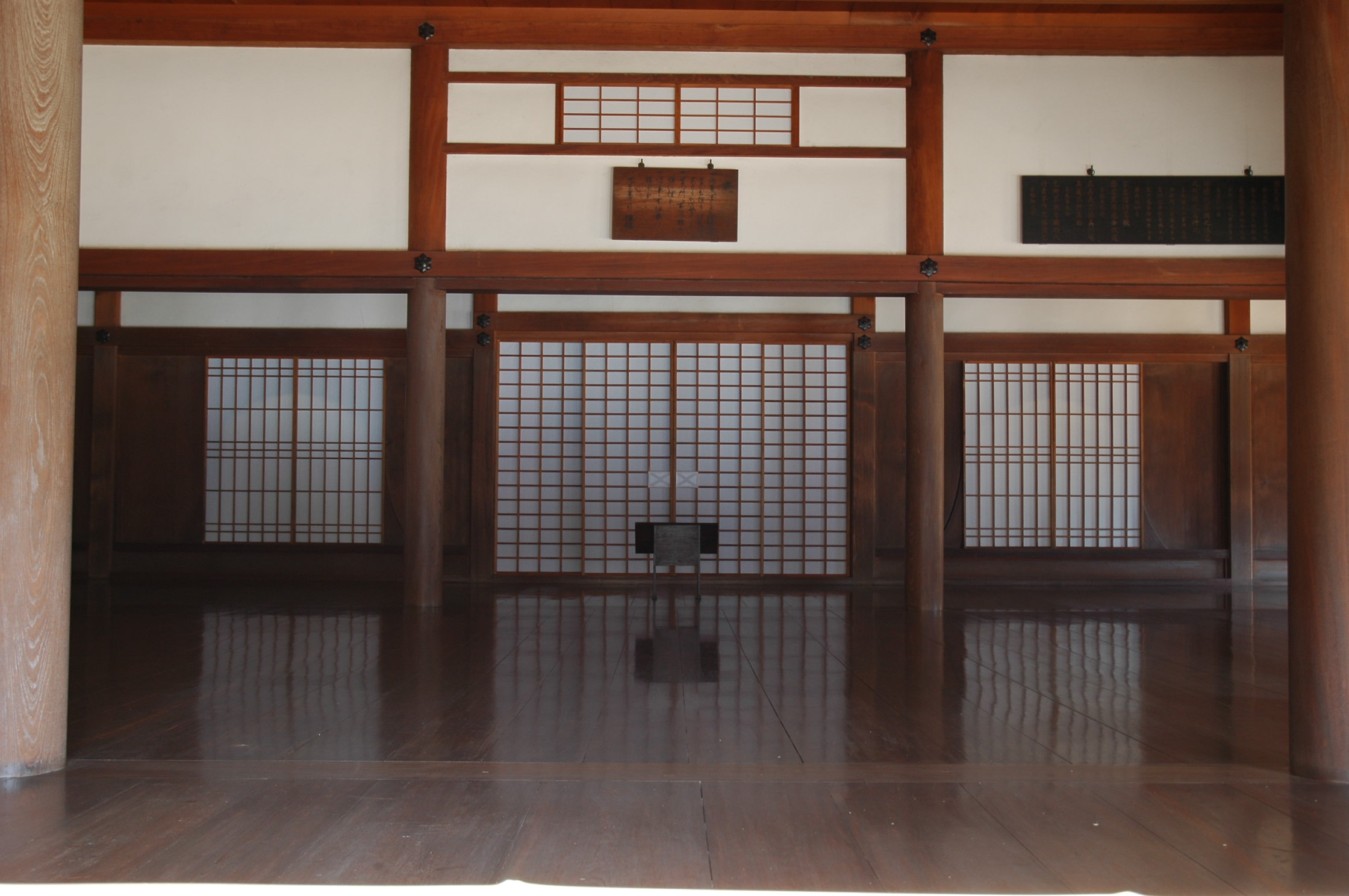
講堂内部
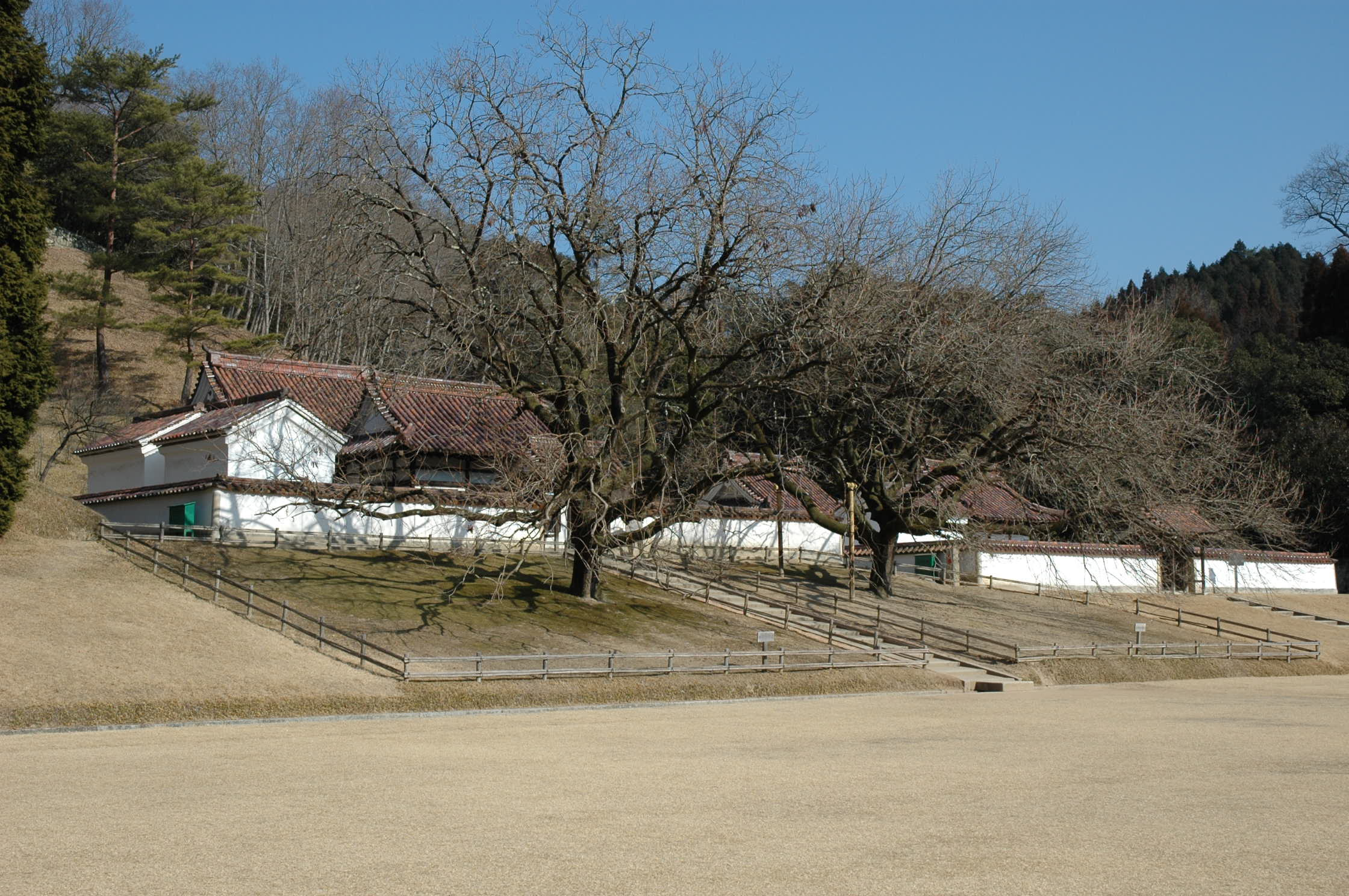
孔子廟と閑谷神社
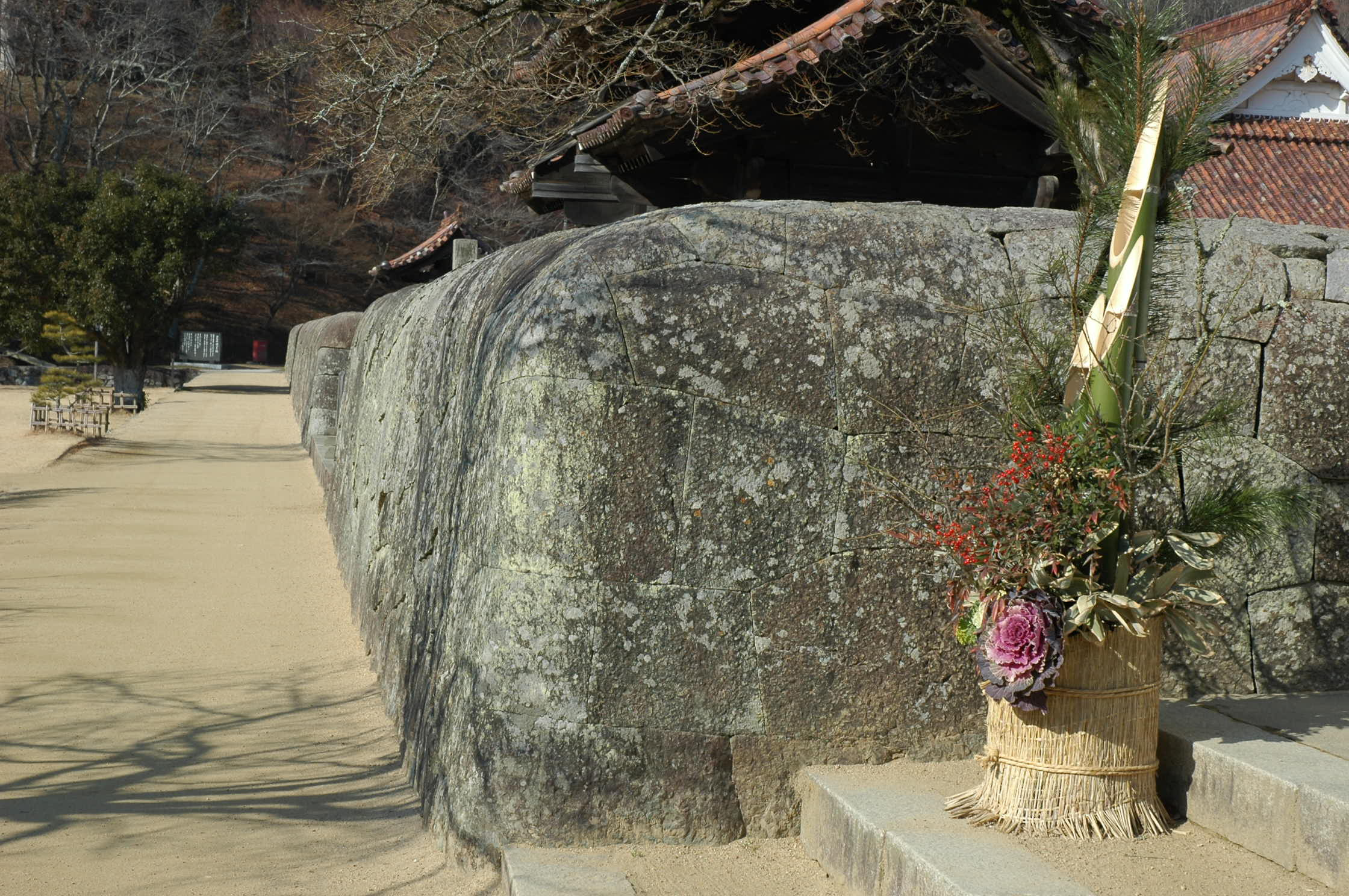
石塀
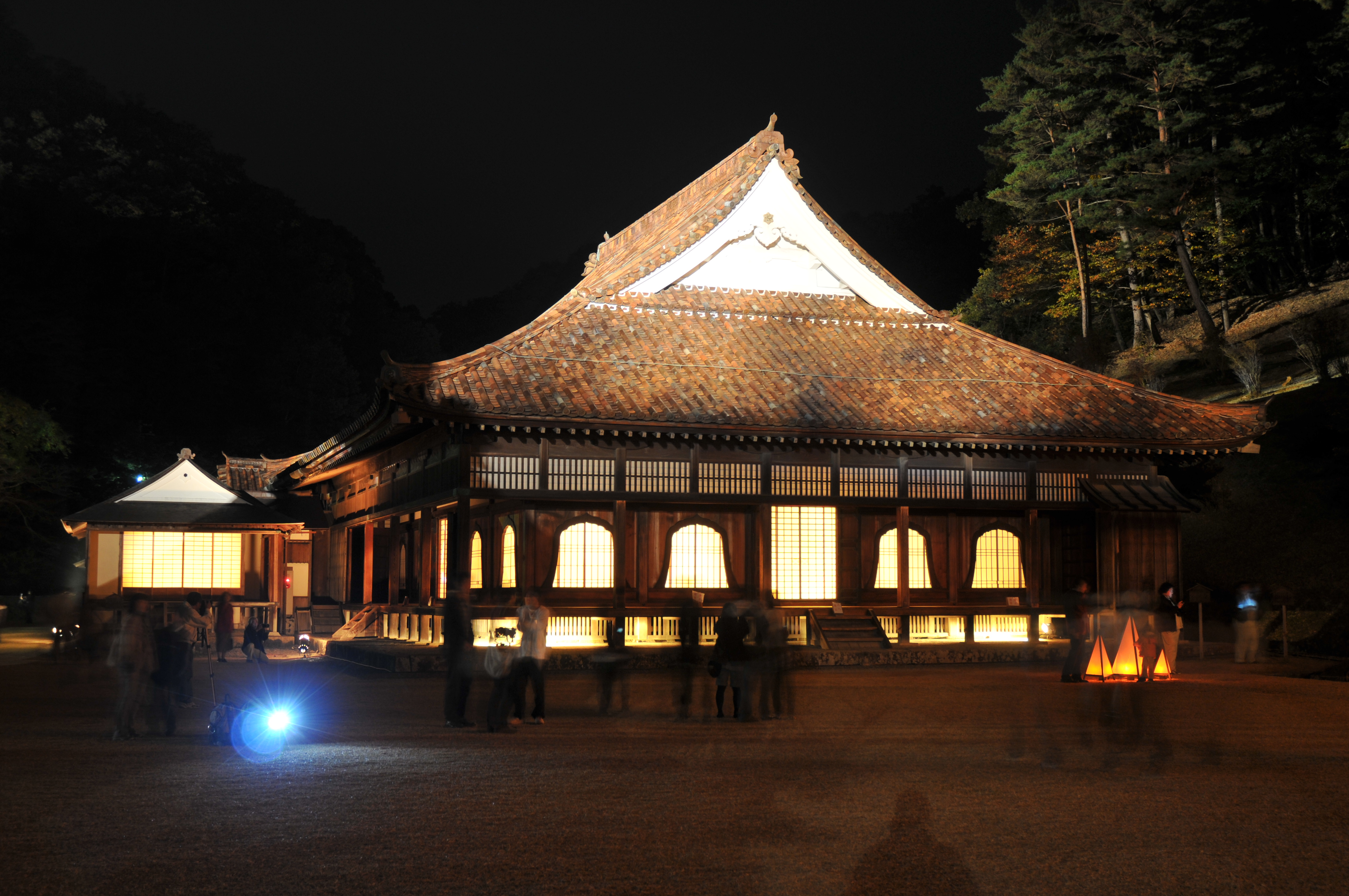
夜の講堂
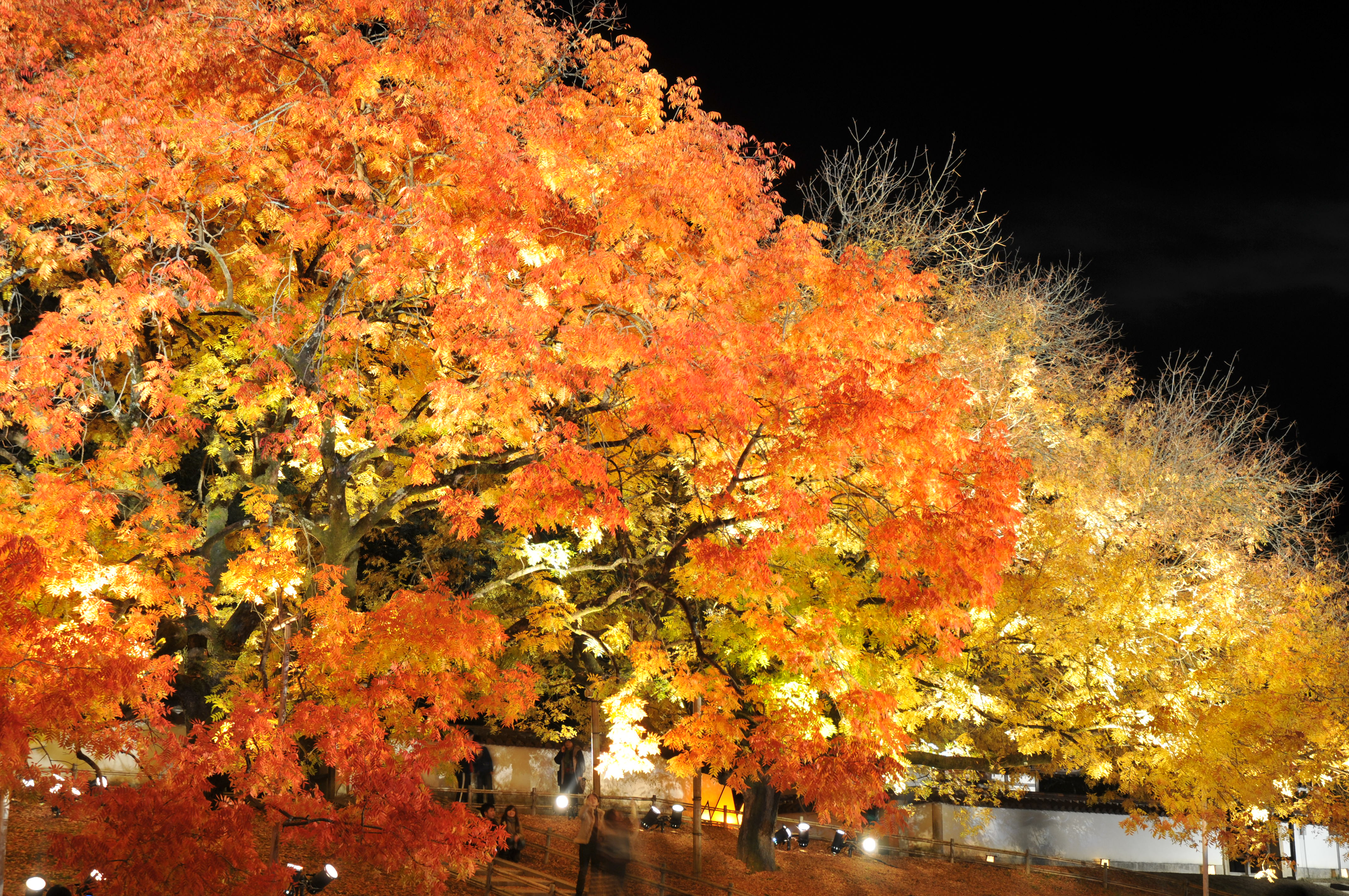
ライトアップされた楷の樹
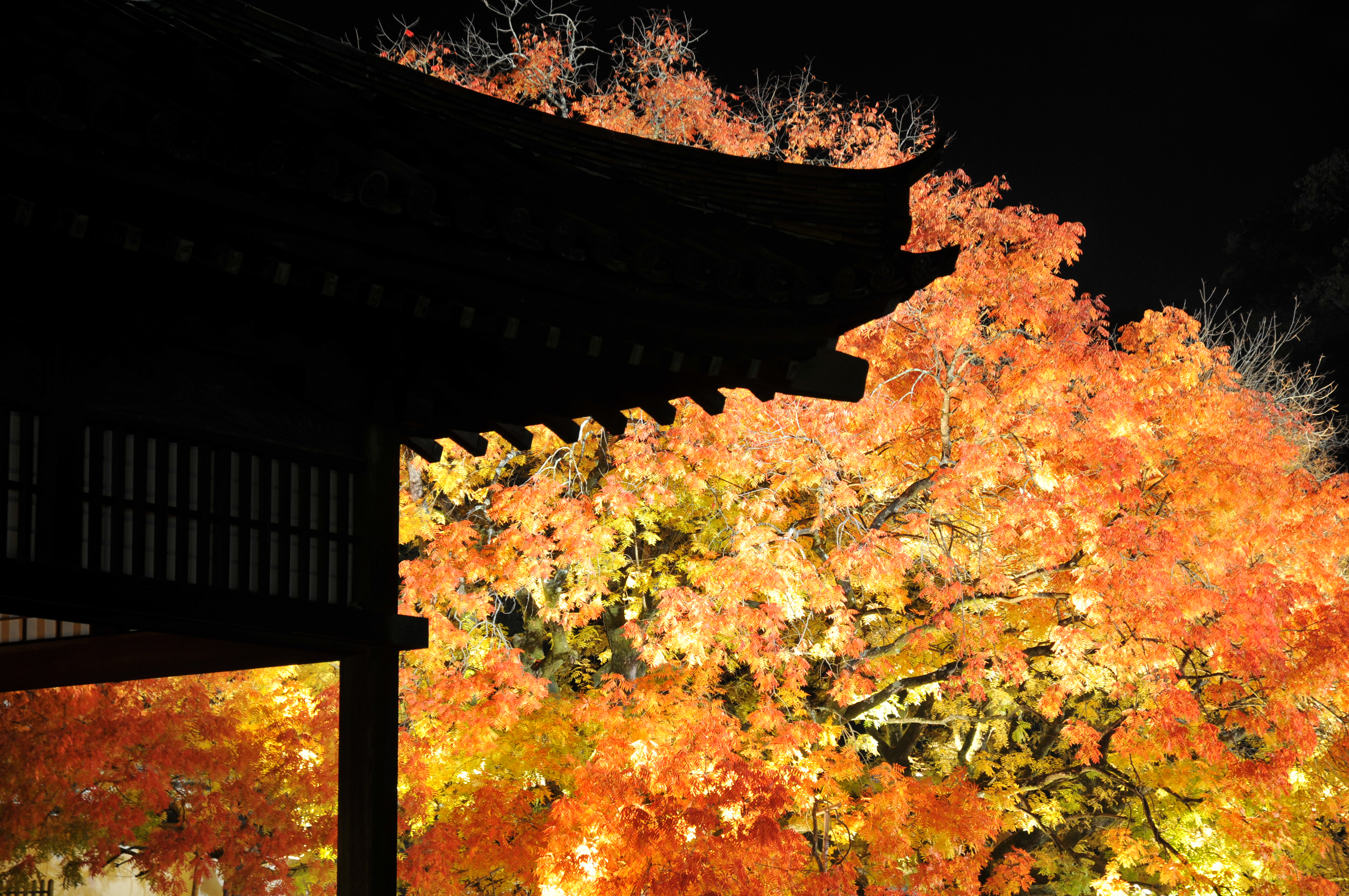
講堂の軒と楷の樹
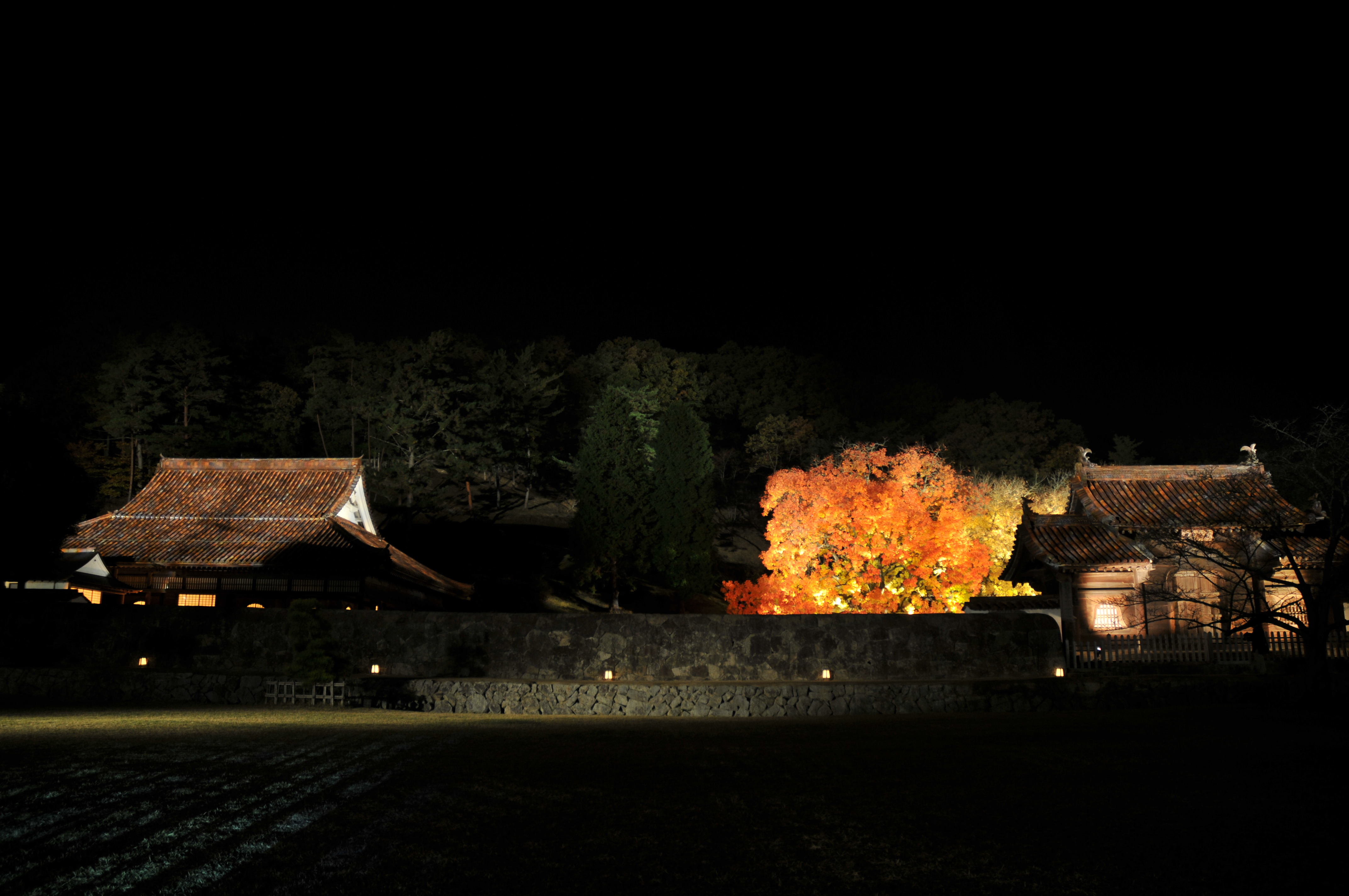
夜景
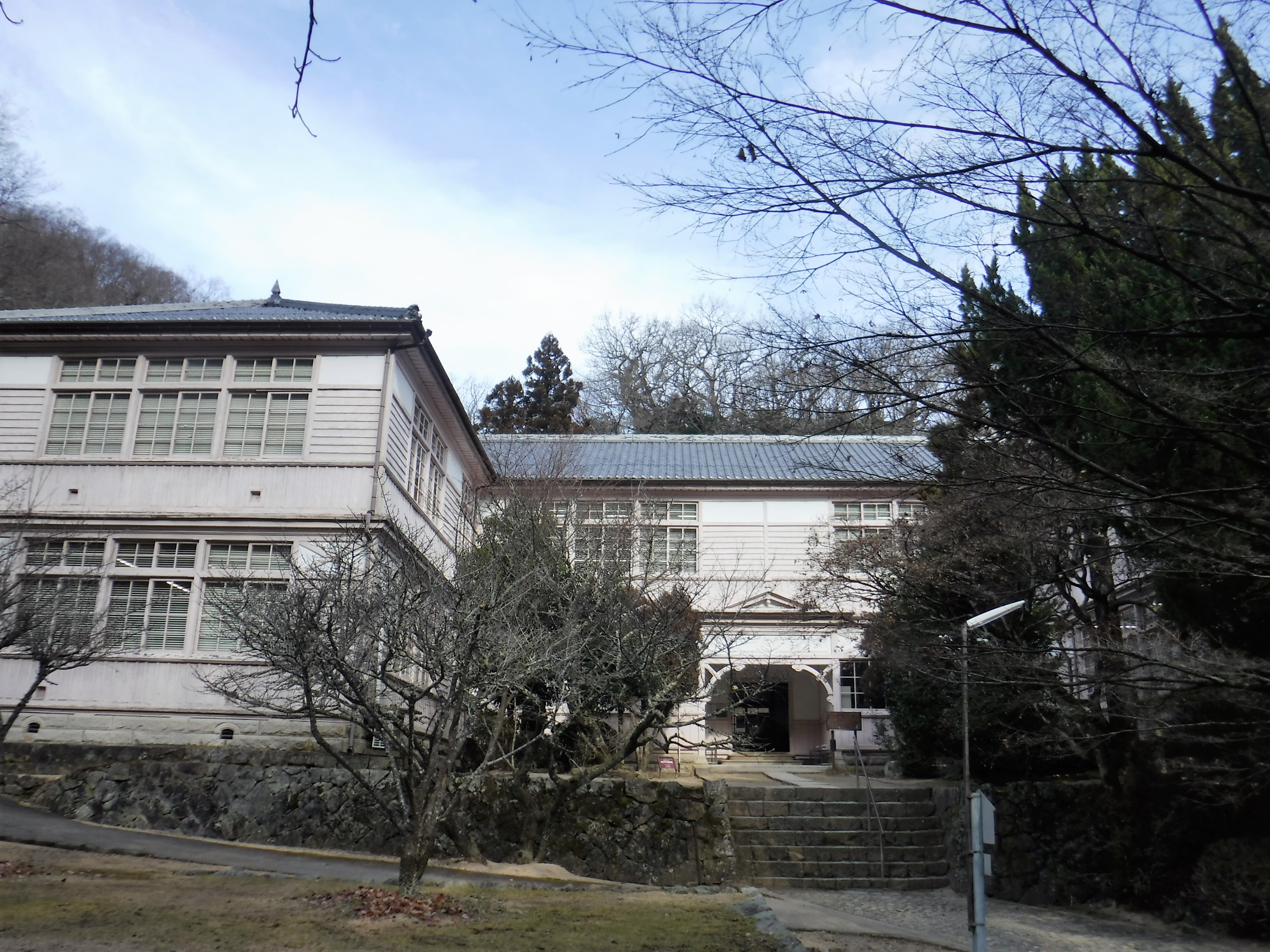
閑谷学校資料館

## 交通アクセス
JR山陽本線
- 吉永駅下車、タクシー5分[9]（約4.0㎞[10]）。

JR赤穂線
- 備前片上駅下車、タクシー15分[9]。
- 伊部駅下車、タクシー20分[9]。
- 伊里駅下車、タクシー約7.0㎞[10]。

閑谷学校バス路線（令和7年４月1日～）